# Psallus haematodes
Psallus haematodes är en insektsart som först beskrevs av Gmelin 1790.  Psallus haematodes ingår i släktet Psallus, och familjen ängsskinnbaggar. Arten är reproducerande i Sverige.